# Bavoor, Muddebihal
Bavoor là một làng thuộc tehsil Muddebihal, huyện Bijapur, bang Karnataka, Ấn Độ.